# Uromastyx princeps
Uromastyx princeps es una especie de lagarto del género Uromastyx, familia Agamidae. Fue descrita científicamente por O’Shaughnessy en 1880.
Habita en Etiopía y Somalia.

## Descripción
Puede alcanzar una longitud corporal (incluida la cola) de unos 26 centímetros (10 pulgadas). El color del cuerpo puede mostrar varios tonos de gris oliva, verdoso o azul, con pequeñas manchas marrones. En los machos, el dorso es marrón rojizo o verde con pequeñas manchas oscuras, mientras que el vientre es amarillento y la cola es gris verdosa o rojo ladrillo. Las hembras son de color marrón grisáceo con un tinte rojizo y pequeñas manchas en la parte superior. Su vientre es blanquecino.
La cola es elipsoidal y significativamente más corta (35–53 % de la longitud del cuerpo) que en otros miembros del género, pero muestra púas más largas y afiladas dispuestas en 9–14 verticilos. Todas las escamas en la parte superior de la cola tienen púas. La cola se puede usar como defensa.